# Ronsecco
Ronsecco är en ort och kommun i provinsen Vercelli i regionen Piemonte, Italien. Kommunen hade 567 invånare (2018).